# Huta, Sălaj
Huta este un sat în comuna Buciumi din județul Sălaj, Transilvania, România.